# 電子錶

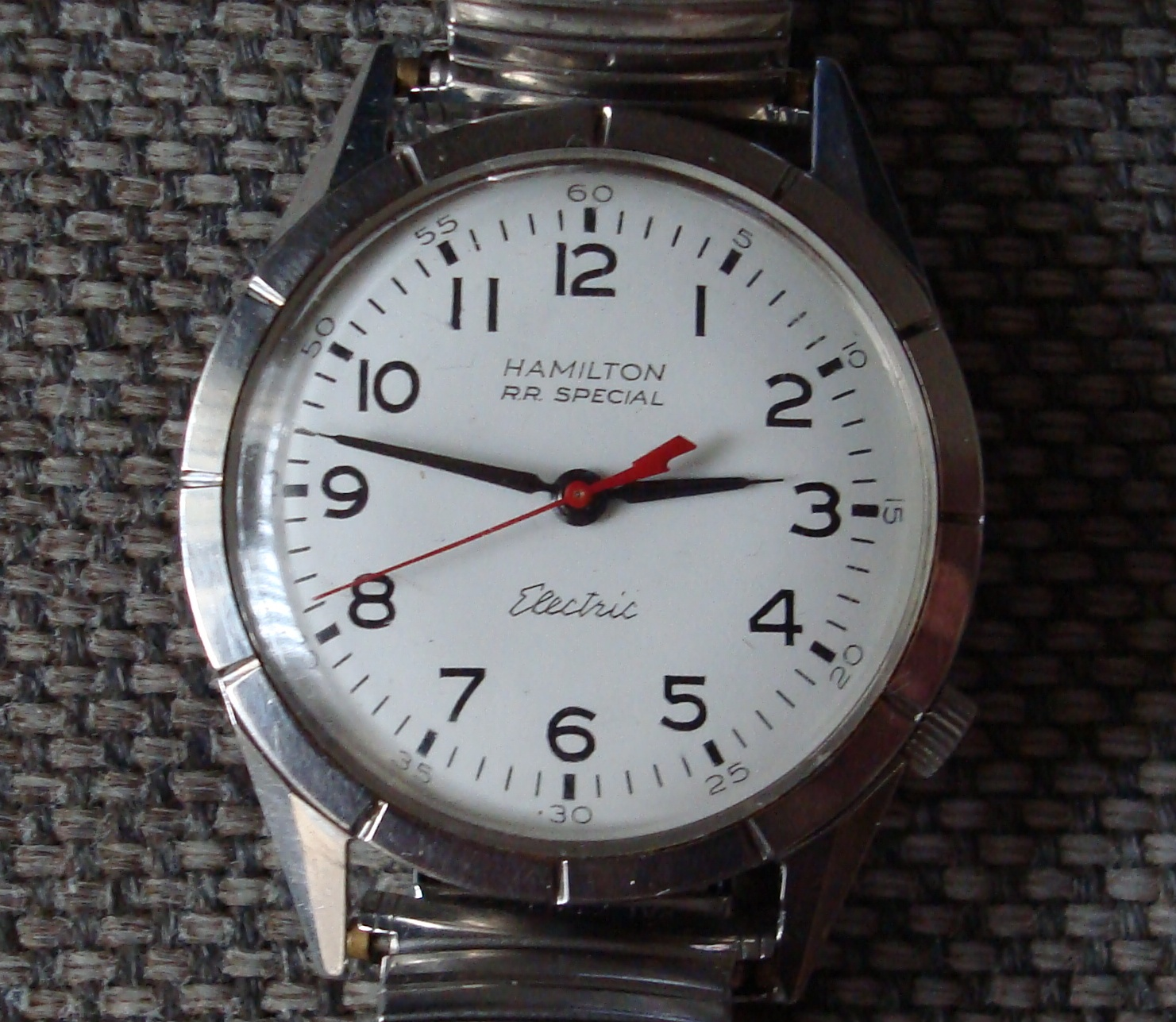
漢彌爾頓鐘錶公司的电子表

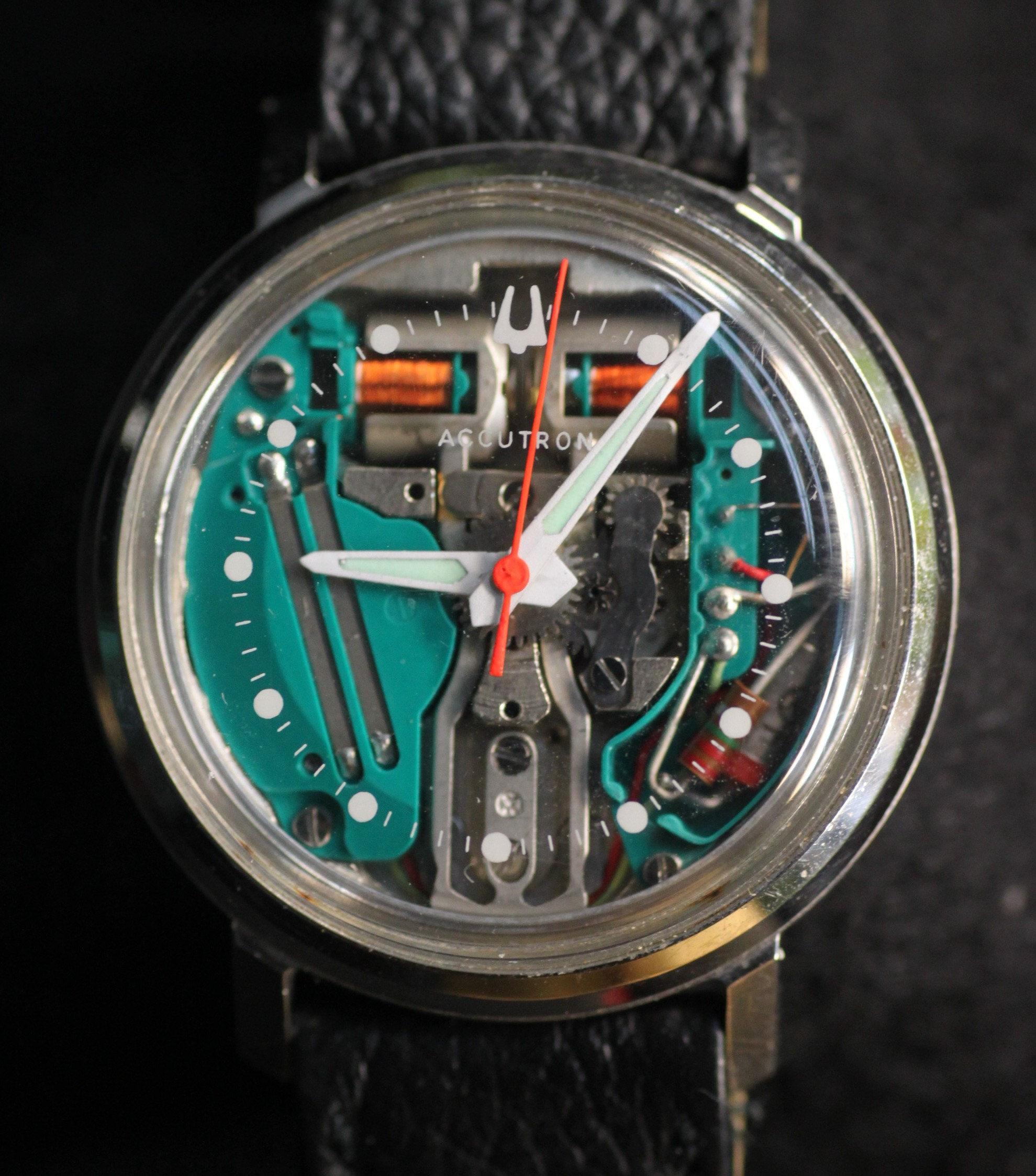
寶路華的電子錶

在钟表界，电动表或電子錶指的是用电力驱动的手表，1952年3月19日，埃尔金国家钟表公司和利普公司首次公开展示電子錶。漢彌爾頓鐘錶公司从1957年开始成为第一个生产和銷售電子錶的公司。